# Fontezuelas
Fontezuelas är en ort i Mexiko.   Den ligger i kommunen Metztitlán och delstaten Hidalgo, i den sydöstra delen av landet, 120 km norr om huvudstaden Mexico City. Fontezuelas ligger 2 036 meter över havet och antalet invånare är 1 236.
Terrängen runt Fontezuelas är kuperad västerut, men österut är den bergig. Runt Fontezuelas är det ganska glesbefolkat, med 42 invånare per kvadratkilometer. Närmaste större samhälle är Santiago de Anaya, 15,0 km sydväst om Fontezuelas. Trakten runt Fontezuelas består i huvudsak av gräsmarker.